# Kranich (Schiff, 1917)
Die Kranich war ein ursprünglich für die Kaiserliche Marine gebautes Minensuchboot des Typs Minensuchboot 1916, das – nach mehreren Umbauten und wechselnden zivilen Verwendungen in den Zwischenkriegsjahren – im Zweiten Weltkrieg von der deutschen Luftwaffe gechartert und als Hilfs-Flugsicherungsschiff eingesetzt wurde.

## Bau und technische Daten
Das Schiff lief am 4. September 1917 mit der Baunummer 296 auf der Werft von Joh. C. Tecklenborg in Geestemünde vom Stapel. Es war 56,46 m lang und 7,30 m breit, hatte 3,49 m Seitenhöhe und 2,20 m Tiefgang und verdrängte 526 Tonnen. Die Maschinenanlage bestand aus zwei Marinekesseln (195 m² Heizfläche, 16,5 atü) und zwei 3-Zylinder-Verbunddampfmaschinen mit dreifacher Dampfdehnung. Ihre Leistung betrug 1870 PSi und ergab über zwei Schrauben von je 1,90 m Durchmesser eine Höchstgeschwindigkeit von 16,5 kn. Insgesamt 135 Tonnen Kohle Bunkerkapazität ergaben eine Seeausdauer von 2000 Seemeilen bei einer Marschgeschwindigkeit von 14 kn. Das Schiff war mit drei 8,8-cm-Schnelladekanonen L/45 bewaffnet und konnte bis zu 30 Minen mitführen. Die Besatzung zählte 41 Mann.

## Geschichte

### Minensuchboot
Das Schiff wurde am 30. September 1917 als M 77 in Dienst gestellt und der III. Minenräum-Halbflottille zugeteilt, mit der es im Oktober 1917 am Unternehmen Albion und an der Schlacht im Moonsund am 17. Oktober teilnahm. Nach dem Ende des Ersten Weltkriegs wurde das Schiff noch zum Minenräumen in der Ostsee eingesetzt und schließlich am 13. Juli 1921 aus der Liste der Schiffe der Reichsmarine gestrichen und zum Verkauf freigegeben.

### Rheinschlepper, Hafenfähre
Über eine Berliner Zwischenstation kam das Schiff 1922 an die Gebrüder Luwen in Duisburg-Ruhrort, die (neben ihrer Kesselschmiede, Elektroschweißerei, Maschinenfabrik und Schiffswerft) eine Schleppschifffahrt-Reederei betrieben, das Schiff zum Rheinschlepper Hermann Luwen III umbauten und am 8. November 1922 in Dienst stellten. Als die Luwen-Reederei sich von der Schleppschifffahrt auf die Passagierschifffahrt umstellte, verkaufte sie den Schlepper nach mehr als sechs Jahren Dienst am 23. April 1929 an die HADAG in Hamburg. Diese ließ das Schiff bei der Neptun Werft in Rostock zum Fahrgastschiff umbauen und stellte es am 27. Juli 1929 mit dem neuen Namen Reichspräsident als Hafenfähre in Dienst.

### Flugzeugbergeschiff
Am 18. Oktober 1935 kaufte die Hamburger Werft Blohm & Voss das Schiff. Ihre Tochter, die Hamburger Flugzeugbau (HFB), sollte für den geplanten Nordatlantik-Luftpostdienst der Lufthansa ein katapultfähiges Transozean-Flugzeug entwickeln und bauen; es wurde das viermotorige Schwimmerflugzeug HA 139. Für die Erprobungsphase wurde ein geeignetes Schiff benötigt, um das Flugzeug auf das Wasser zu setzen und nach dem Wassern wieder aufzunehmen. Das Schiff wurde dementsprechend zum Flugzeugbergeschiff umgebaut, wobei es mit einem Schleppsegel und mit einem Flugzeughebekran, einem großen, vierbeinigen Bockkran, hinter dem Schornstein und einem glatten Achterschiff zum Transport eines Flugzeuges ausgestattet wurde. Unter dem neuen Namen B&V Kranich trat es 1936 seinen Dienst an. Es war nach dem Umbau 56,68 m lang und 10,06 m breit, hatte 3,49 m Seitenhöhe und 3,22 m Tiefgang, war mit 477 BRT vermessen und verdrängte etwa 1100 Tonnen. Die Maschinenanlage bestand nunmehr aus zwei Dampfkesseln (250 m² Heizfläche, 16 atü) und zwei 3-Zylinder-Verbunddampfmaschinen mit einer Leistung von 1000 Psi; sie ermöglichte über die beiden Schrauben eine Höchstgeschwindigkeit von nur noch 13 kn. Die Besatzung bestand aus 25 Mann.

### Hilfs-Flugsicherungsschiff
Am 19. Juni 1941 wurde das Schiff vom Reichsluftfahrtministerium für die Luftwaffe gechartert, um als Hilfs-Flugsicherungsschiff eingesetzt zu werden. Dazu wurde das nun Kranich genannte Schiff mit zwei 2-cm-Flak C/30, drei Fla-MG 15 und einer MES-Anlage ausgestattet. Am 3. September 1941 wurde es dem SNDF 5 „Nord“ für den Einsatz in Nordnorwegen zugeteilt. Am 13. Dezember 1941 verlegte die Kranich nach Travemünde zur Endausrüstung und danach weiter nach Tromsø, wo sie als Tender für das Katapultschiff Friesenland diente. Dort erwies sie sich allerdings wegen ihres sehr hohen Treibstoffverbrauchs und ihrer mangelhaften Maschinenanlage als wenig geeignet, und schon Anfang Mai 1942 beantragte der SNDF Nord die Zuweisung eines Flugsicherungsschiffs, um Reparaturen sowohl an der Kranich, als auch an den beiden anderen Hilfs-Flugsicherungsschiffen, Wal 10 und Wal 11, zwei ehemaligen Walfangbooten, durchführen zu können. Nachdem daraufhin die Karl Meyer im Bereich des SNDF Nord eingetroffen war, verlegte die Kranich am 22. Juli 1942 nach Aalborg in Dänemark. Im Februar 1943 wurde sie dem SNDF 1 Mitte in Kiel-Holtenau zugewiesen, aber dieser verzichtete, da er keine Verwendungsmöglichkeit für das Schiff sah. Die Kranich unternahm dann noch vom 26. Februar bis zum 9. März 1943 eine Transportfahrt Holtenau-Travemünde-Kopenhagen-Holtenau für das Kommando der Schiffe und Boote (KadoSchub) der Luftwaffe, lief dann jedoch am 12. bis 14. März nach Nordenham und wurde dort am 15. März 1943 an Blohm & Voss zurückgegeben und wieder in B&V Kranich umbenannt.

### Bergungsschiff
Bei Kriegsende im Mai 1945 wurde das Schiff britische Kriegsbeute. 1947 oder 1948 wurde es als Bergungsschiff Kranich an die Hamburger Firma Alex. Schmidt verkauft und ab 20. April 1949 wieder bei der Hamburger Fahrzeugbau GmbH, Nachfolgefirma der Blohm-&-Voss-Tochter Hamburger Flugzeugbau, eingesetzt. 1952 wurde die Kranich an die Alnwick Harmstorf, Reederei und Bergungsgesellschaft, verkauft. Im Dezember 1961 wurde das alte Schiff zum Abwracken verkauft und 1962 in Bremerhaven abgebrochen.